# Warsaw (Ohio)
Pour les articles homonymes, voir Warsaw.
Warsaw est un village américain situé dans le comté de Coshocton, dans l'Ohio. Selon le recensement de 2010, sa population est de 682 habitants.